# Christoph Bornmüller
Christoph Bornmüller (geb. 14. August 1983 in Würzburg) ist ein deutscher Theaterschauspieler und -regisseur.

## Leben
Bornmüller wuchs in Bamberg auf. Als erstes arbeitete er als Regieassistent am Landestheater Coburg. Danach ging er zum Schauspielstudium an die Berliner Schule für Schauspiel. Bereits während des Studiums debütierte er als „Faust“ am Theater und Orchester Neubrandenburg/Neustrelitz. Dort blieb er zwei Jahre und arbeitete u. a. mit den Regisseuren Christoph Schroth und Katja Paryla.
Er spielte dabei z. B. den „Ferdinand“ in Schillers Kabale und Liebe, „George Pigden“ in Ray Cooneys Außer Kontrolle, den „Orlando“ in Shakespeares Wie es euch gefällt etc.
2011 ging er ans Mecklenburgische Staatstheater Schwerin. Dort war er als „Faust“, „Timon von Athen“, als „Leo Bloom“ in The Producers und zweimal als König Ubu zu sehen. In Schwerin begann er auch seine Karriere als Regisseur mit dem Experiment Kirche des erotischen Elends. Es folgte Romeo und Julia auf der großen Bühne. 2014 erhielt er für seine hervorragende künstlerische Leistung den Conrad-Ekhof-Preis.
Von 2014 bis 2018 war er festes Ensemblemitglied des Staatstheaters Darmstadt. Seit der Spielzeit 2018/19 gehört er zum Ensemble am Mannheimer Nationaltheater. Ende März 2019 glänzte er in der Hauptrolle des Clowns Hans Schnier in der Bühnenfassung von Ansichten eines Clowns am Nationaltheater Mannheim.
Seit Sommer 2023 ist er Mitglied im Ensemble des Schauspiel Frankfurt.

## Belege
1. ↑  Schauspielerprofil bei Castingagentur. Abgerufen am 30. Januar 2023.
2. ↑  Profil von Christoph Bornmüller beim Nationaltheater Mannheim, abgerufen am 1. April 2019.
3. ↑  Harald Raab: „Allein unter Lemuren“: Der russische Regisseur Maxim Didenko bietet große Bildmagie mit Heinrich Böll, Rezension in der nachtkritik.de vom 30. März 2019, abgerufen am 1. April 2019.
4. ↑  Schauspiel Frankfurt: Christoph Bornmüller | Schauspiel Frankfurt. Abgerufen am 21. August 2023.

| Personendaten    | Personendaten                                |
| ---------------- | -------------------------------------------- |
| NAME             | Bornmüller, Christoph                        |
| KURZBESCHREIBUNG | deutscher Theaterschauspieler und -regisseur |
| GEBURTSDATUM     | 14. August 1983                              |
| GEBURTSORT       | Würzburg                                     |